# 311 (numero)
Trecentoundici (311) è il numero naturale che segue il 310 e precede il 312.

## Proprietà matematiche
- È un dispari.
- È un numero difettivo.
- È un numero primo.
  - È un numero primo irregolare.
  - È un numero primo di Eisenstein.
  - È un primo permutabile.
  - È un numero primo troncabile a destra nel sistema numerico decimale.
- Il 311 ed il 313 sono numeri primi gemelli.
- È un numero strettamente non palindromo.
- È la somma di tre numeri primi consecutivi, 311 = 101 + 103 + 107.
- È parte della terna pitagorica (311, 48360, 48361).
- È un numero congruente.

## Astronomia
- 311P/PANSTARRS è una cometa periodica del sistema solare.
- 311 Claudia è un asteroide della fascia principale del sistema solare.

## Astronautica
- Cosmos 311 è un satellite artificiale russo.